# Peber-ordenen
Peber-ordenen (Piperales) har følgende fællestræk: Det er urter eller lianer, som indeholder flavoner, sesquiterpener og alkaloider. Bladene er spredte og toradede med hel rand. Ordenen har fem familier:
| Familier |

- Slangerod-familien (Aristolochiaceae)
- Hydnoraceae
- Lactoridaceae
- Peber-familien (Piperaceae)
- Saururaceae

I det ældre Cronquists system blev familien Chloranthaceae inkluderet i Piperales.